# Vöröses ősmoly
A vöröses ősmoly (Micropterix tunbergella) a rovarok (Insecta) osztályának a lepkék (Lepidoptera) rendjébe, ezen belül a rágóspillefélék (Micropterigidae) családjába tartozó faj.

## Előfordulása
A vöröses ősmoly előfordul Európa legnagyobb részén. Magyarországon, csak néhány helyen került elő (például Budapesten, Kaposváron és Mátraházán). Bulgáriából, Horvátországból, Szlovéniából, Olaszországból, Portugáliából, Írországból és Finnországból hiányzik.

## Megjelenése
Szárnyfesztávolsága 8–11 milliméter. A szárnyai sárgásbarna színűek.

## Életmódja
Az imágó májustól júniusig repül, de csak nappal. Hogy mivel táplálkozik a hernyó, még nem ismert. Azonban az imágó a tölgy- (Quercus) és galagonya-fajok (Crataegus), valamint hegyi juhar (Acer pseudoplatanus) virágport fogyaszt. Egy évben egy nemzedéke nő fel.

## Képek

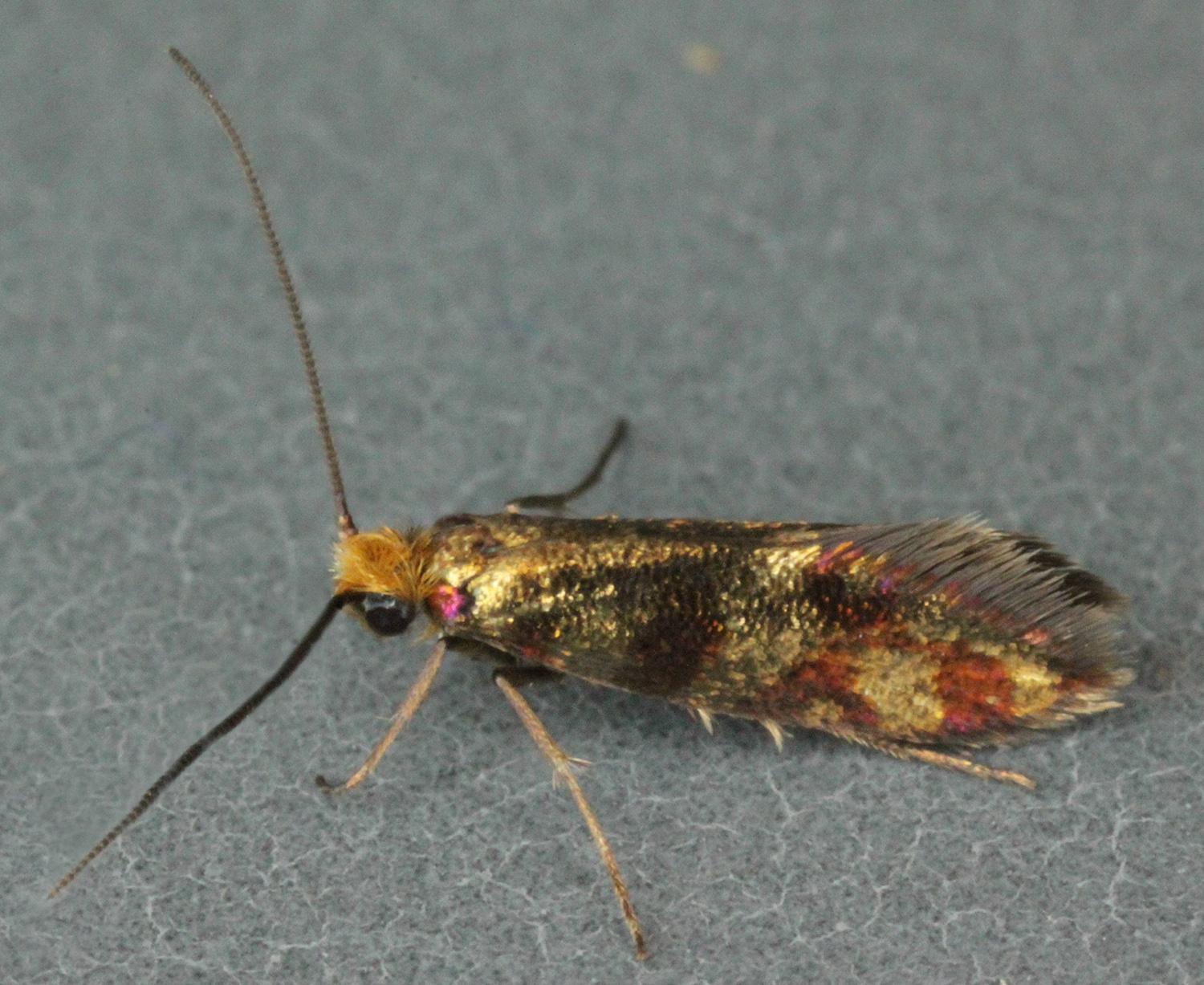
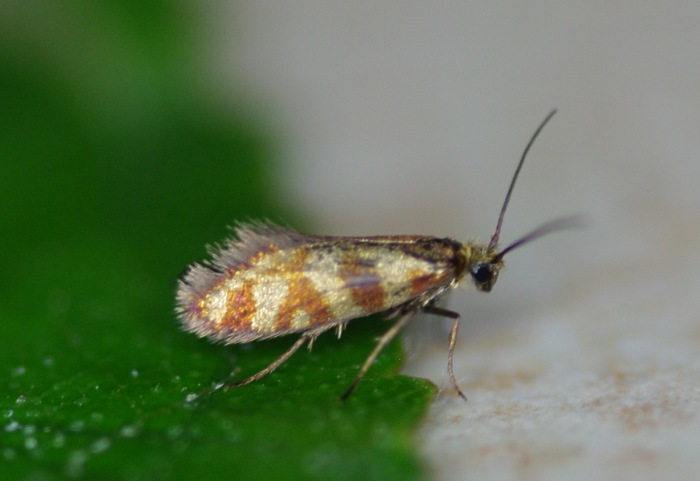

## Fordítás
- Ez a szócikk részben vagy egészben  a   Micropterix tunbergella című angol Wikipédia-szócikk ezen változatának fordításán alapul.  Az eredeti cikk szerkesztőit annak laptörténete sorolja fel. Ez a jelzés csupán a megfogalmazás eredetét és a szerzői jogokat jelzi, nem szolgál a cikkben szereplő információk forrásmegjelöléseként.